# R2-es autóút (Szlovákia)
Az R2-es gyorsforgalmi út Szlovákiában található. A teljes hossza 325,88 km, De ebből 68,02 km járható, 262,42 km viszont csak tervben van. Maga a gyorsforgalmi út 2003. júniusában kezdték el építeni és a tervek szerint 2040-re kellene kész legyen (a teljes szakasznak). 
A Garamszentkereszt – Zólyom szakaszon az R1-es és az R3-as autóút egybefolyik. A vonalon vezetnek az Európai utak, mit az E77, E571, az E572 is, ill. az R1-es és az R2-es keleti része (Zólyom – Kassa) az E58 útvonal része.  
Az R2-es út találkozik a D1-es autópályával (Tarajosvelcsőc), az R8-as (Bán), az R1-es (Garamszentkereszt), az R3-as (Garamszentkereszt), az R7-es (Losonc) és az R4-es (Kassa dél) autóutakkal.

## Története
2019 decemberében 52,7 km hosszú autópálya volt forgalomban. A nyugati részen 2014. december 15-től a forgalom számára megnyitásra került az 5,76 km hosszú kezdetben 2x1 sávos, majd az R1 előtt 2x2 sávos Lócsakürtös – Nagylócsa R1-es autóútig tartó szakasz (a Garamszentkereszt elkerülő út). Trencséntől délre lévő Privigye felé menő 9,56 km hosszú Bán városát elkerülő út épült, amelyet 2016. október 6-án nyitottak meg a forgalomra. Az építés körülbelül 88 millió euróba került. A múlt rendszerben épült majdnem 9 km-en Nyitranovák és Privigye között (az út jelenleg a 9-es és 64-es főút 2x2 sávos közös elkerülő szakasza).
Az R2 autóút közös szakaszon halad 25 km-en Garamszentkereszt és Zólyom között az R1-es úttal. 
A keleti/déli részen az alábbi szakaszok üzemelnek: 4,77 km-es Osgyán déli elkerülő (2x1 sáv+kapaszkodó sáv) (forgalomba helyezés: 2006. december 5-én), összesen 13,4 km hosszú Gömörfüge Tornalja 2x1 sávos szakasz (Gömörfüge-Tornalja 10,7 km-es szakasz átadva: 2006. december 5-én, a Gömörfüge 3,3 km-es elkerülő átadva 2008. augusztus 28-án). A múltban a két útvonal adminisztratív módon I / 50A és I / 50B volt. 2015. november 10-én nyílt meg, majdnem két év építés után a Végles – Krivány szakasz 10,38 km-en. Ez volt az első teljesen négysávos szakaszként megépített autóút része. A teljes költség 178 millió euró volt, 85 százalékát az EU regionális alapjai finanszírozták. 2017. május 16-án 7,85 km hosszú nyugati folytatást kapott Nagyszalatna községet északról elkerülve a Zólyom kelet csomópontig, amelyet részfeladatként 2014 júliusától – 2016. novembere között építettek (eredetileg 2016 július volt az átadás határideje mai a lőszermentesítés miatt csúszott).
Keleten csak a Kassa-kelet (Hrašovík közelében) és a Kassaolcsvár csomópontban lévő 1 km-es pálya működik 2019. december 16-a óta, és felhajtóként szolgál a D1-es autópályához, amelyet a D1-es autópálya Budamér – Magyarbőd szakasszal együtt adták át.

## Épülő és előkészítés alatt álló szakaszok
Az R2 építése 13,5 km-en zajlik Vámosfalva és Losonctamási között 2019. július végén kezdődő és 2021-ben befejeződő kivitelezéssel. 2021-ben indul a Krivány es Vámosfalva közötti szakasz építése, így az R2-es 40 km egybefüggő szakasza 2024-re eléri a Losonci régiót és közel kerül Gömörhöz.  
A meglévő Zólyom-kelet – Krivány útvonal és az R1 összeköttetése a közeljövőben nem várható, mivel a Szliács gyógyfürdő forrásainak közelében van, és ezért a környezeti hatásvizsgálatot meg kell újítani. Jelenleg zajlik a Rimaszombat (Zeherje) – Bátka és a Bátka – Gömörfüge szakaszok előkészítése Versenypályázatot írtak ki az R2-es Saca-Kassaolcsvár szakaszára (Kassa elkerülőjének keleti része). A Rozsnyó–Szádalmás (benne a Szoroskő alagút) szakasznak megépítésére kiírt közbeszerzést viszont leállították.

## Műtárgyak
Jelenlegi kialakítás szerint összesen hat alagút kialakítását tervezik az autóúton. Nyugatról kelet felé haladva a következők: Chotômka (595 m), Prielohy (2880 m), Šajba (650 m), Ležiak (520 m), Plešivec (Pelsőc) (1450 m) és Soroskő (4650 m).